# Anomala ukerewia
Anomala ukerewia är en skalbaggsart som beskrevs av Hermann Julius Kolbe 1913. Anomala ukerewia ingår i släktet Anomala och familjen Rutelidae. Inga underarter finns listade i Catalogue of Life.